# Myliosoma
Myliosoma – zagłębienie na przedzie ciała niektórych szczękoczułkowców, w którym leży otwór gębowy.
Myliosoma ma postać zagłębienia na spodniej (brzusznej) części prosomy, w którym leży otwór gębowy. U ostrogonów otwór gębowy przesunięty jest ku tyłowi i myliosoma otoczona jest przez biodra nogogłaszczków i wszystkich 4 par odnóży krocznych, tworząc wraz z położonymi na nich endytami jamę przedgębową, ograniczoną na przedzie wargą górną, a z tyłu chilariami. U pajęczaków myliosoma leży na spodniej stronie przedniej części prosomy i otoczona jest biodrami nogogłaszczków, a czasem też pierwszej lub pierwszej i drugiej pary odnóży krocznych. Również w tym przypadku na biodrach często obecne są endyty służące rozdrabnianiu pokarmu i współtworzące jamę przedgębową. U kosarzy i skorpionów jama ta zwie się stomoteką, a z jej obecnością wiąże się także rozpięcie poprzecznego mięśnia w świetle nadgębia oraz zrośnięcie się jego ścianek bocznych z pośrodkowymi powierzchniami bioder nogogłaszczków.
Obecność myliosomy była cechą, na podstawie której Ludwig van der Hammen w 1989 wyróżnił w obrębie szczękoczułkopodobnych nadgromadę Myliosomata, która obejmować miała ostrogony, skorpiony i kosarze. Z kolei w 2007 Jeffrey Shultz na podstawie obecności stomoteki i struktur z nią powiązanych wyróżnił klad Stomothecata, obejmujący skorpiony i kosarze.
U pajęczaków pozbawionych myliosomy otwór gębowy znajduje się na rostrum lub na gnatosomie.